# Chesias zullichi
Chesias zullichi är en fjärilsart som beskrevs av Karl Schawerda 1939. Chesias zullichi ingår i släktet Chesias och familjen mätare. Inga underarter finns listade i Catalogue of Life.